# Jeremias Eisenmenger
Jeremias Eisenmenger (* in Bretten; † 27. November 1625 in Heilbronn) war ab 1579 Stadtarzt in Heilbronn.

## Leben
Jeremias Eisenmenger war der Sohn eines Brettener Dekans, studierte in Heidelberg, war dann Medikus in Wimpfen und erbat im Frühjahr 1579 die Aufnahme als Medikus in Heilbronn, wo ihm noch im selben Jahr ein Posten als Stadtarzt angeboten wurde. Dort kam auch sein Sohn aus zweiter Ehe mit Katharina Roth aus Ulm, Johann Christoph Eisenmenger der Ältere (1592–1663), zur Welt, der dem Vater nach dessen Tod im Amt nachfolgte. Da auch der gleichnamige Enkel Johann Christoph Eisenmenger der Jüngere (1620–1670) Stadtarzt wurde, gilt Jeremias Eisenmenger als Begründer einer Heilbronner Stadtarzt-Dynastie, die über 90 Jahre lang im Dienst der Stadt stand.
Eisenmenger hielt seine Erfahrungen aus seiner ärztlichen Tätigkeit schriftlich fest. 1582 vermachte er sein Büchlein so etwan sterbend läuff einfallen sollten, was für Präservatiff man dafür gebrauchen sollte, mit angehängter conclusion dem Rat der Stadt Heilbronn. Sein Diarium medicum, eine Sammlung von Krankengeschichten, umfasste sieben Bände, verbrannte jedoch im Karlsgymnasium beim Luftangriff vom 4. Dezember 1944.